# Alfred Stiegler
Alfred Stiegler (* 4. Februar 1904 in Reichenbach im Vogtland; † 10. Juli 1972) war Bürgermeister von Düren.
Stiegler, von Beruf Heizungsmonteur, war einer der wenigen Personen, die nach dem Einmarsch der amerikanischen Truppen in Düren verblieben waren. Er wurde zum 1. März 1945 von der amerikanischen Militärregierung zum Bürgermeister ernannt. Wenige Monate später, nämlich am 6. Oktober, wurde er von Amerikanern verhaftet, weil sie ihn der Zugehörigkeit zur Gestapo verdächtigten. Anfang November desselben Jahres wurde er freigelassen und ging in seinen Geburtsort zurück, wo er als Transportarbeiter tätig war.
Stiegler war der am kürzesten amtierende Bürgermeister. Sein Vorgänger war Walter Küper, sein Nachfolger wurde Ernst Hammans.